# كتانية حقلية
الكتانية الحقلية (باللاتينية: Linaria arvensis) نوع نباتي يتبع جنس الكتانية من الفصيلة الحملية من رتبة الشفويات.

## الموئل والانتشار
تنتشر في بلاد الشام والمغرب العربي ومعظم مناطق حوض البحر الأبيض المتوسط.

## مرادفات للاسم العلمي
- (باللاتينية: Antirrhinum arvense L.)
- (باللاتينية: Linaria arvensis (L.) Desf. subsp. arvensis)
- (باللاتينية: Linaria arvensis subsp. eu-arvensis P. Fourn.)
- (باللاتينية: Antirrhinum arvense L.)